# Carro conceptual

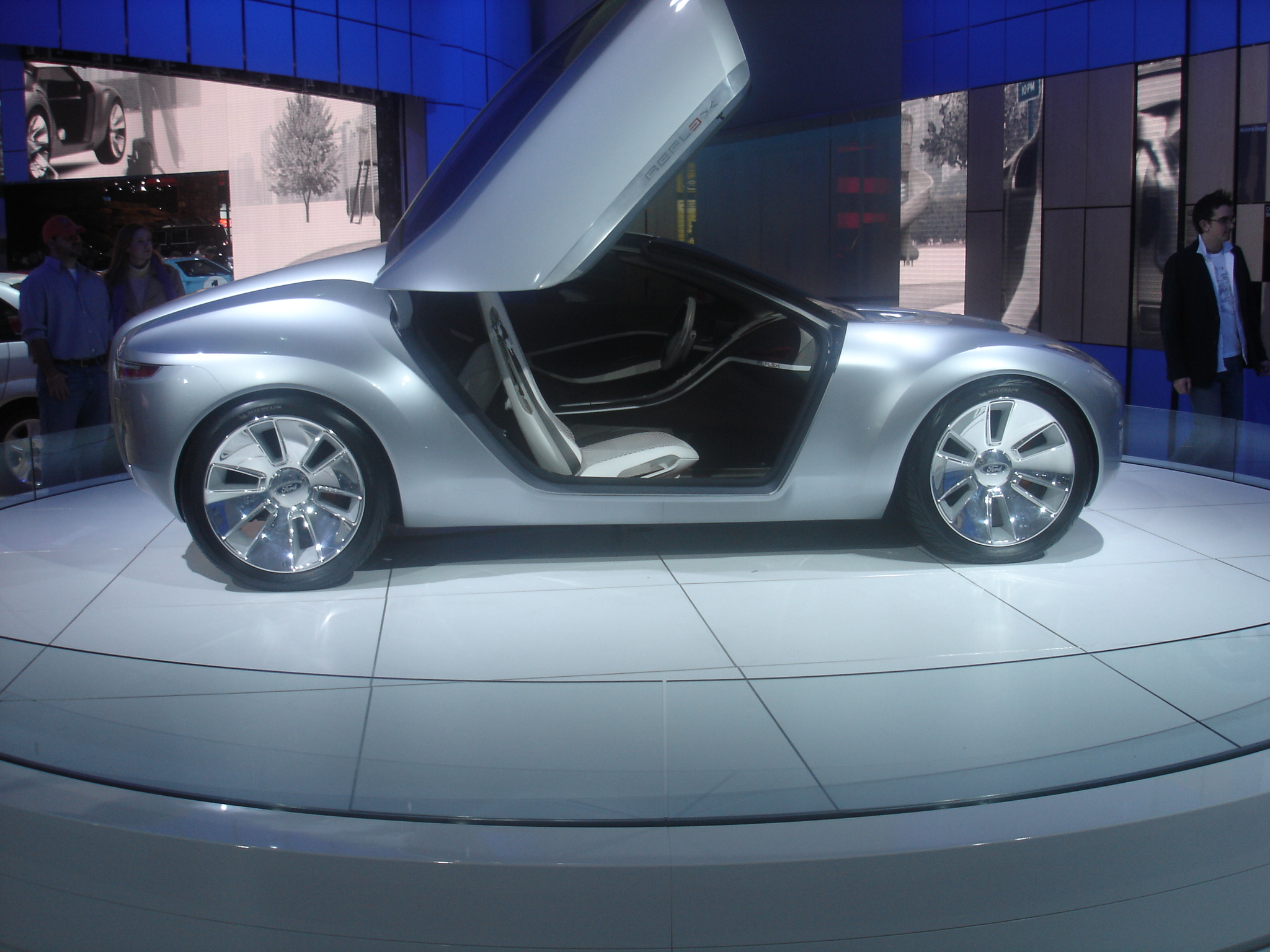
Um carro conceito da Ford, o REFL3X apresentado em 2006.

Carro conceptual, carro conceitual (português europeu) ou carro-conceito (português brasileiro) (da expressão inglesa concept car), designa um veículo experimental em que a indústria automóvel aplica novos  conceitos (estéticos, técnicos e tecnológicos de alto nível) para exibição ao público e análise de meios expecializados. Também se aplica a motos e outros veículos terrestres.

## Objectivos
Um carro conceitual pode vir a dar origem a um veículo de produção em série ou apenas ser utilizado como "exercício de estilo" em que o fabricante pretende demonstrar as tendências que supõe irão determinar o futuro dos automóveis. A recolha de reações do público, da imprensa e da indústria permite aos desenvolvedores pararem ou prosseguirem com a produção das ideias apresentadas.

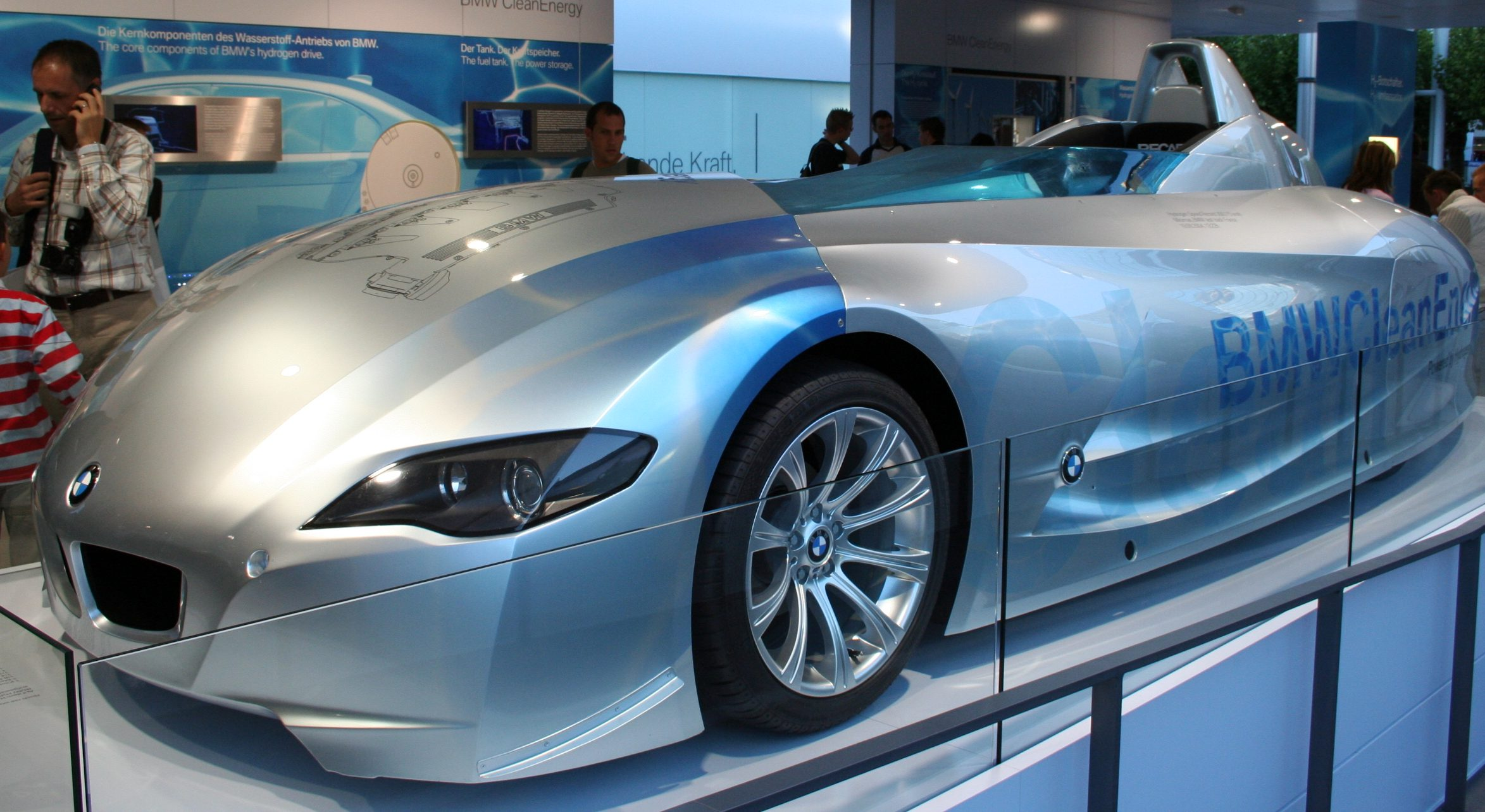
Concept car da BMW, o H2R com motor a Hidrogénio, carroçaria em alumínio e carbono

## Características
Caracterizam-se geralmente pelo seu desenho arrojado, por materiais de revestimento ou de carroçaria pouco comuns, desde papel a fibra de carbono, portas com abertura especial, uso de três, seis ou mais rodas, e ainda outras características não observadas em carros do dia-a-dia.
Por vezes apresentam novas propostas na área de motorização, com motores de alta capacidade ou potência invulgares e com formas de funcionamento inovadoras bem como motores híbridos (que suportando diferentes formas de energia).

## Exemplos de carros concetuais
| Modelo                     | Concepção |
| -------------------------- | --- |
| Buick Y-Job                | Feito nos anos 1930s por Harley Earl, designer da General Motors. Considerado por muitos o primeiro carro conceito. |
| Pontiac Bonneville Special | Pontiac de 1954 |
| Pontiac Club de Mer        | Pontiac de aço inoxidável                                                                                           |
| Porsche 989                | Porsche de 4 portas                                                                                                 |
| Volvo YCC                  | O primeiro carro deselvolvido totalmente por uma mulher                                                             |
| Lancia Megagamma           | Protótipo moderno do MPV (minivan)                                                                                  |
| Alfa Romeo BAT             | Estudo de aerodinâmica da década de 50 feito pela Bertone.                                                          |
| GMC Terradyne              | Caminhonete conceito com gerador 5000 watts.                                                                        |
| FCC 2                      | Carro conceito da filial brasileira da FIAT em Betim.                                                               |
| Spyker C12 Zagato          | Carro conceito da fabricante de automóveis holandês Spyker.                                                         |
| Mercedes Concept A Sedan   | Carro conceito da Mercedes-Benz                                                                                     |